# Ludobójstwo Ujgurów

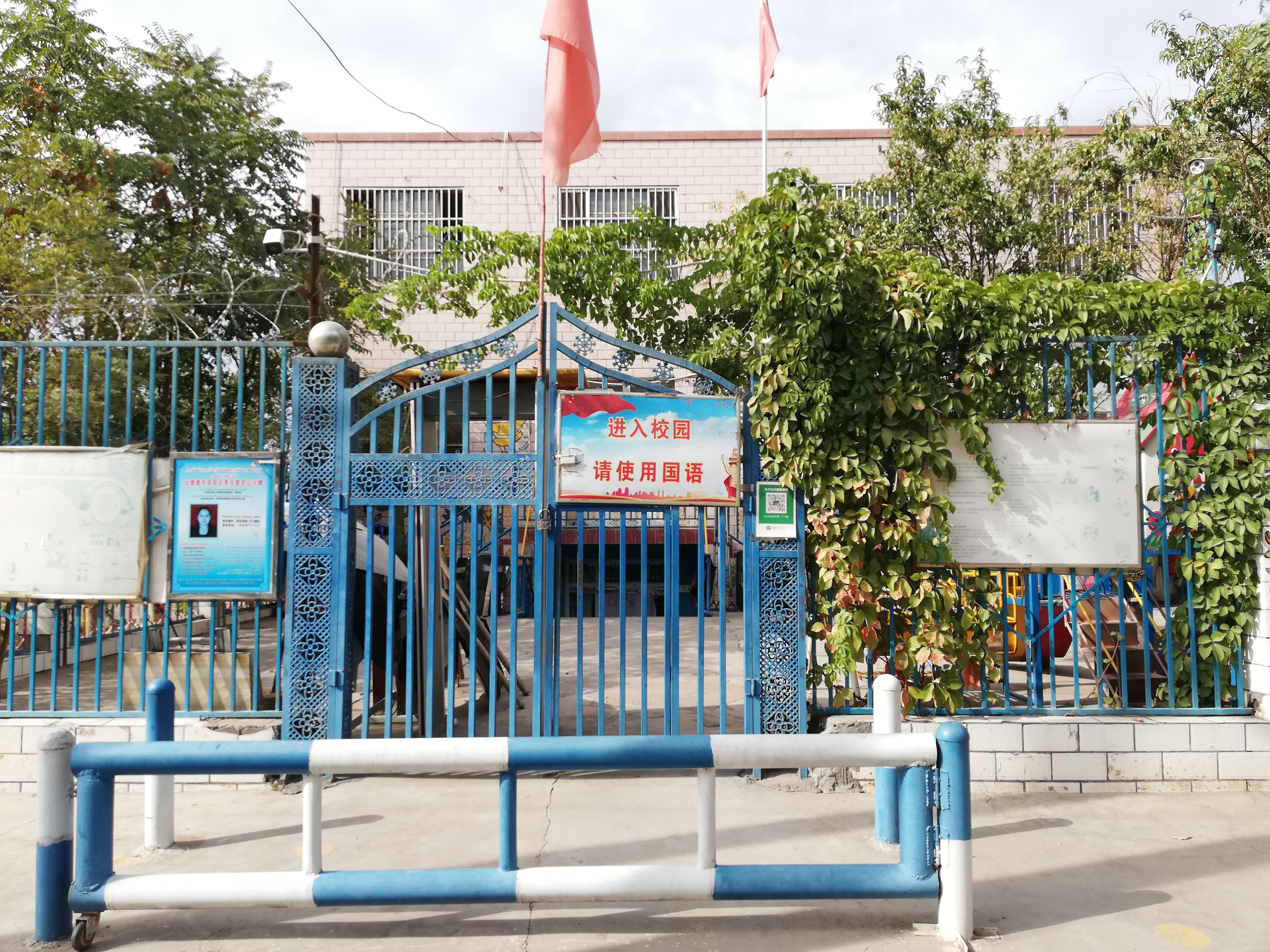
Wejście do szkoły w Turfan, mieście z większością ujgurską w Sinciangu (2018 r.). Tabliczka przy bramie, napisana po chińsku, brzmi: „[Wchodzisz] na teren szkoły. Proszę mówić w języku chińskim”

Ludobójstwo Ujgurów, także ludobójstwo w Sinciangu – określenie serii ciągłych naruszeń praw człowieka wobec Ujgurów oraz innych mniejszości etnicznych i religijnych w Sinciangu (autonomicznym rejonie Chińskiej Republiki Ludowej). Działania te często opisywane są na Zachodzie jako przymusowa asymilacja Sinciangu lub ludobójstwo na tle etnicznym lub kulturowym. Według władz chińskich oskarżenia o skalę aresztowań i złe traktowanie zatrzymanych to „mit” i „antychińska propaganda”.
Od 2014 r. rząd chiński pod administracją sekretarza generalnego Komunistycznej Partii Chin (KPCh) Xi Jinpinga realizuje politykę, w wyniku której ponad milion muzułmanów z ludności turkijskiej w Chinach zostało uwięzionych w obozach reedukacyjnych. Niezależni eksperci nie mają możliwości kontroli sytuacji w obozach, ale wielu uważa, że są tam liczne ofiary śmiertelne; np. Ethan Gutmann, badacz Chin z Victims of Communism Memorial Foundation, szacuje liczbę ofiar na 5–10% więźniów rocznie. Jest to największa masowa akcja aresztowania i uwięzienia mniejszości etnicznych i religijnych od czasów II wojny światowej. Eksperci szacują, że od 2017 r. w Chinach zrównano z ziemią lub zniszczono około szesnaście tysięcy meczetów, a setki tysięcy dzieci siłą oddzielono od rodziców i wysłano do szkół z internatem.

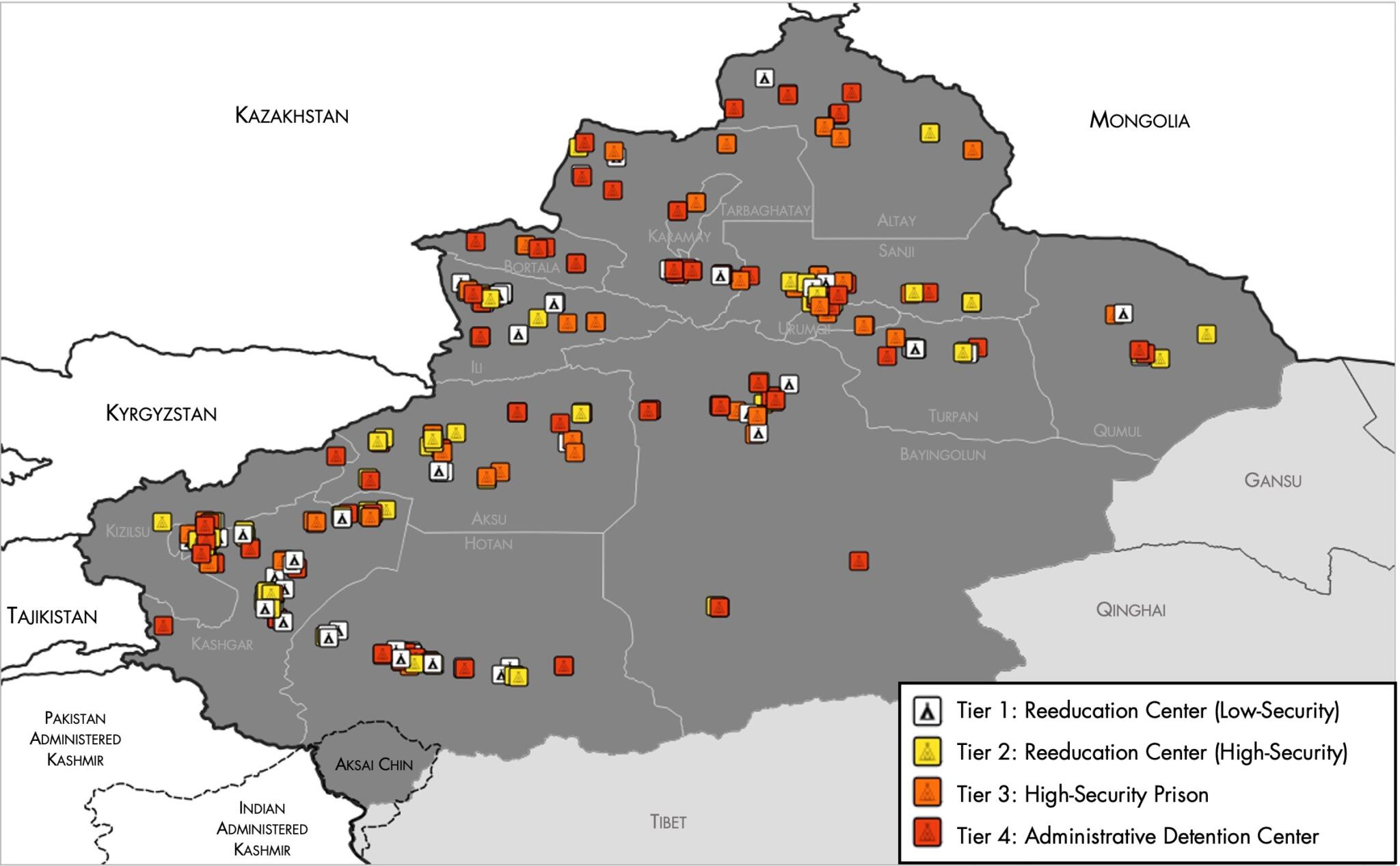
Lokalizacja prawdopodobnych obozów reedukacyjnych w Sinciangu

Działania władz chińskich obejmują długookresowe przetrzymywanie Ujgurów w obozach internowania, pracę przymusową, zabranianie ujgurskich praktyk religijnych, indoktrynację polityczną, przymusową sterylizację, antykoncepcję i aborcję. Chińskie statystyki rządowe podają, że od 2015 do 2018 r. wskaźnik urodzeń w głównie ujgurskich regionach Hotan i Kaszgar spadł o ponad 60%. W tym samym okresie przyrost naturalny w całym kraju zmniejszył się o 9,69%.
Ci, którzy oskarżają Chiny o ludobójstwo, wskazują na umyślne czyny popełnione przez chiński rząd, które, jak twierdzą, są sprzeczne z art. II Konwencji o ludobójstwie, który zakazuje czynów popełnionych z zamiarem zniszczenia całości lub części grupy rasowej lub religijnej, w tym wyrządzania poważnej krzywdy cielesnej lub psychicznej członkom grupy oraz środków mających na celu zapobieganiu narodzinom w grupie.
Chiński rząd zaprzecza, jakoby dopuścił się naruszeń praw człowieka w Sinciangu. We wrześniu 2022 r. Organizacja Narodów Zjednoczonych (ONZ) stwierdziła, że polityka i działania Chin w Sinciangu mogą być zbrodniami przeciwko ludzkości, chociaż nie użyła terminu ludobójstwo.
Stany Zjednoczone uznały łamanie praw człowieka za ludobójstwo, ogłaszając swoje wnioski 19 stycznia 2021 r. Od tego czasu ustawodawcy w kilku krajach przyjęli wnioski określające działania Chin jako ludobójstwo (m.in. w Kanadzie, Holandii, Wielkiej Brytanii, Francji i na Litwie). Inne parlamenty, takie jak parlament Nowej Zelandii, Belgii, i Republiki Czeskiej, potępiły traktowanie Ujgurów przez rząd chiński jako „poważne naruszenia praw człowieka” lub zbrodnie przeciwko ludzkości.